# Neptis thestias
Neptis thestias är en fjärilsart som beskrevs av John Henry Leech 1892. Neptis thestias ingår i släktet Neptis och familjen praktfjärilar. Inga underarter finns listade i Catalogue of Life.